# Ilia Darevski
Ilyia Serguéyevich Darevski (en ruso: Илья Серге́евич Даревский) fue un zoólogo, profesor ruso -soviético y herpetólogo; y, miembro correspondiente de la Academia de Ciencias de Rusia.

## Primeros años y carrera militar
Nació en 1924 en Kiev. Se interesó en anfibios y reptiles desde su niñez, cuando conoce a Sergey A. Chernov, un herpetólogo de San Petersburgo. Durante la Segunda Guerra Mundial, fue herido dos veces y fue condecorado con la Orden de la Estrella Roja y Orden de la Guerra Patriótica Grande de 1.º grado.

## Carrera científica
Después de la guerra, Darevski fue contratado en la Facultad de Biología del Universidad Estatal de Moscú, graduándose en 1953. De 1954 a 1962, trabajó en Armenia, primero como doctorando, luego como investigador Jr, Jefe y Secretario Científico del Departamento de Instituto Zoológico, Armenian SSR Academia de Ciencias. En 1958,  defiende su candidatura con una tesis en reptiles de Armenia y su zoogeografía (bajo la supervisión del Dr. Sergey A. Chernov). Más tarde, realiza estudios de la herpetofauna caucásica, y los lagartos de roca en particular, haciéndolo un científico reconocido. En 1962, Darevski devenía Investigador Jr en el Instituto Zoológico de la Academia de URSS de Ciencias; en 1967,  defiends su Doctorado con la tesis de ciencias  "Los Lagartos de roca del Cáucaso"; y en 1976,  deviene Jefe de Laboratorio de Ornitología y Herpetología, el cual dirigió por los siguientes veinte años.
Darevski hizo muchos descubrimientos en biología evolutiva.
Fue el primero en descubrir partenogénesis y poliploidía en vertebrados superiores y mostró su importancia en la especiación. Esos descubrimientos inspiraron una explosión de investigaciones similares a través de muchos taxa y hechos. Darevsky fue autoridad mundial en la importancia evolutiva de partenogénesis y poliploidía en vertebrados.
Fue autor de más de trescientos papeles científicos y varias monografías sobre sistemática, ecología, paleontología, morfología, y conservación de anfibios y reptiles. También formó parte de muchos expediciones zoológicas al Cáucaso, Asia Central, Indonesia (Komodo), y Vietnam.
Darevski entrenó a muchos científicos del Commonwealth de Estados Independientes, Mongolia, y Vietnam, y de muchos años fue profesor de herpetología en la Universidad Estatal de San Petersburgo. Por formar generaciones de científicos extranjeros, se le otorgó la Orden de Amistad de Pueblos (1982) por el gobierno de la Unión Soviética y "Medalla de Amistad" (2000) por el gobierno de Vietnam. En 1985, recibió el honorario título de Científico de Honor del RSFSR, y en 1987 es laureado del Mechnikov Premio. Fue Pte. de la Sociedad de Herpetologíc de Rusia (1989-2006), miembro honorario de Societas Europaea Herpetologia (desde 1996) y Sociedad americana de Ictiólogos y Herpetólogos  (desde 1973), y miembro de muchas sociedades científicas extranjeras y rusas.
Muchas especies de anfibios y reptiles se nombraron con su epónimo. Lagarto caucásico de roca, que Darevsky estudió toda su vida, nombrado en su honor como genus Darevskia. Como cabeza del Laboratorio de Ornitología y Herpetología tuvo un estilo muy democrático de administración, aquello creaba una atmósfera única de libertad creativa. Siempre amistoso y ansioso en conocer colegas jóvenes.  Darevsky nunca rechazó a nadie y siempre ofreció su asistencia.
Durante sus últimos diez años, Darevski fue líder de la Escuela de Herpetología de San Petersburgo, el cual se mantuvo con muchas subvenciones.
Devino seriamente enfermo sobre sus últimos pocos años siendo incapaz de visitar el Instituto Zoológico. Empero, siguió continuamente interesado en la vida de sus colegas y se trastornaba en no poder trabajar más. Dijo antes de su muerte: "mucho y ahora tengo para hacer, desearía tener algún resto".
Falleció el 8 de agosto de 2009 a los 84 años.

## Algunas publicaciones
- Orlov, Nikolai y Ilya S. Darevsky 1999 Descripción de una especie nueva de mainland Goniurosaurus genus, del norte de Vietnam oriental. Russ. J. Herpetol. J. Herpetol. 6 (1): 72–78. 6 (1): 72–78.

- Darevsky A. S; Kupriyanova L A; Roshchin V V 1984 Una nueva hembra triploide especie de gecko y data cariológica en el bisexual Hemidactylus frenatus de Vietnam. Revista de Herpetología 18 (3): 277–284

- Ananjeva NB, Borkin LJ, Darevsky ES, Orlov NL. 1998. Anfibios y Reptiles. Enciclopedia de Naturaleza de Rusia. ABF Moscú (ruso). 574 p.

## Abreviatura (zoología)
La abreviatura Darevsky  se emplea para indicar a Ilia Darevski como autoridad en la descripción y taxonomía en zoología.